# 28376 Atifjaved
28376 Atifjaved este un asteroid din centura principală de asteroizi.

## Descriere
28376 Atifjaved este un asteroid din centura principală de asteroizi. A fost descoperit pe 10 mai 1999 la Socorro, New Mexico, în cadrul proiectului LINEAR. Asteroidul prezintă o orbită caracterizată de o semiaxă mare de 2,20 ua, o excentricitate de 0,18 și o înclinație de 4,0° în raport cu ecliptica.